# Kenji Hatanaka
Kenji Hatanaka  (畑中健二 Hatanaka Kenji?,  28 de marzo de 1912 – 15 de agosto de 1945) fue un militar y oficial japonés, conocido por haber sido uno de los principales conspiradores durante el llamado Incidente Kyūjō, un intento golpista ocurrido al final de la Segunda Guerra Mundial que pretendía capturar el Palacio imperial de Tokio y evitar que se emitiera en público el discurso del emperador Hirohito en el que se anunciaba la rendición de Japón ante las potencias aliadas.

## Biografía
Oriundo de la prefectura de Kioto, Hatanaka entró en el ejército y alcanzó el rango de mayor. Hacia el final de la Segunda Guerra Mundial estaba destinado en la sección de Asuntos militares del Ministerio de la Guerra japonés. Hatanaka no tardó en destacar como uno de los líderes del grupo de oficiales japoneses determinados a evitar que se aceptasen las condiciones de la Declaración de Potsdam y la consecuente rendición de Japón. La noche del 14 al 15 de agosto de 1945, él y otros oficiales llevaron a cabo un golpe de Estado. Tras no lograr obtener el apoyo del ministro de la guerra, general  Korechika Anami, Hatanaka organizó junto a otros oficiales la ocupación del Palacio imperial y del Ministerio de la Casa Imperial.
Dado que todavía necesitaba del apoyo de altos oficiales, intentó atraerse a su causa al teniente general Takeshi Mori, comandante de la 1.ª División de la Guardia Imperial. Sin embargo, Mori no se sumó a la sublevación y un frustrado Hatanaka le disparó, matándole en el acto. Entonces, Hatanaka y sus hombres estuvieron buscando durante horas la grabación que había sido hecha del discurso del Emperador en el que se anunciaba la rendición de Japón, y que había sido realizada para su difusión pública. Al no encontrar las cintas, decidió ocupar el edificio de la NHK para intentar evitar que el discurso fuera reproducido. Sin embargo, al seguir sin contar con el apoyo de los altos mandos y sin tener las grabaciones en su poder, Hatanaka abandonó su planes tras recibir órdenes directas del cuartel general del Ejército del Distrito Oriental.
Tras el fracaso del golpe, Hatanaka se trasladó a la plaza que había frente al Palacio Imperial. Una vez allí, estando junto a otro de los conspiradores —el teniente coronel Jiro Shiizaki—, Hatanaka y Shiizaki se suicidaron de un disparo. En uno de los bolsillos de Hatanaka se encontró un poema de despedida: «No tengo nada que lamentar ahora que las nubes oscuras han desaparecido del reinado del emperador».